# Radikalpietism
Radikalpietismen är en radikal, mystisk variant av pietismen. Spiritualisten och teosofen Jakob Böhme är den viktigaste av de tidiga bakgrundsfigurerna för radikalpietismen, men även andra tyska spiritualister, såsom Valentin Weigel, Sebastian Franck och Kaspar Schwenckfeld, spelade en roll.

## Historia

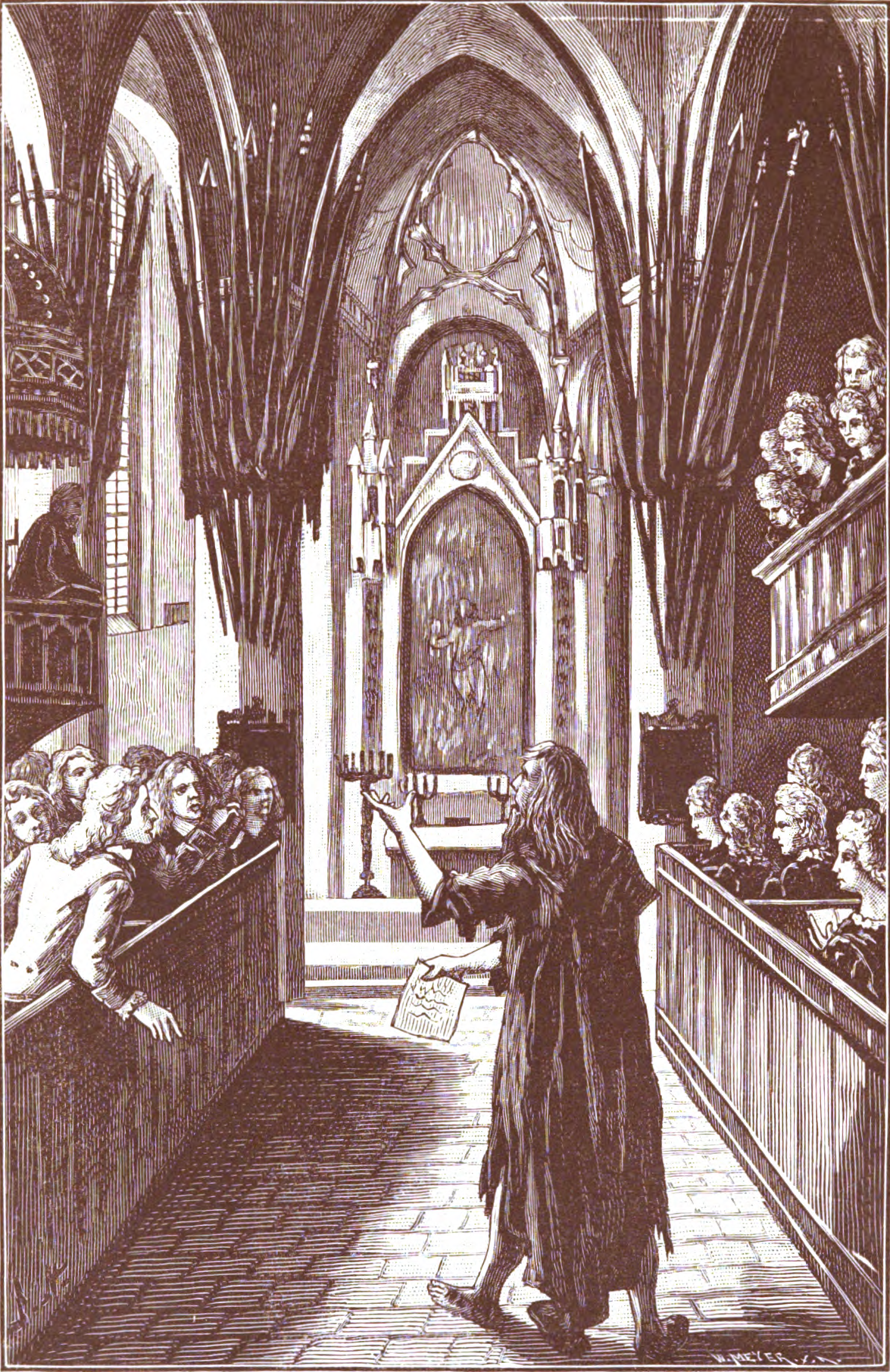
Lars Ulstadius avbryter en gudstjänst i Åbo domkyrka

Radikalpietismens egentliga begynnelse kan förläggas till Philipp Jacob Speners tid, till året 1688, då den finlandssvenska prästen Lars Ulstadius avbröt en gudstjänst i Åbo domkyrka. Den förbannelsedom han där uttalade över den förstelnade lutherska ortodoxin kom att gå som en löpeld över Norden och Tyskland, och hans gärning omnämndes tidigt i den tidens viktigaste kyrkohistoriska verk, radikalpietisten Gottfried Arnolds digra "Unparteyische Kirchen- und Ketzer-Historie" från 1699-1700. Det verket kom också att bli något av radikalpietismens bibel. 
Ulstadius gjorde uppror mot prästerskapets syndiga leverne och rikedom, och förkastade den lutherska läran om rättfärdiggörelsen av tro allena, likaså den lutherska treenighetsläran (att Gud är tre personer). För detta fick han livstids straffarbete. 

### Johann Konrad Dippel populariserar radikalpietismen
Läkaren Johann Konrad Dippel blev den som populariserade och spred Ulstadius och Arnolds läror, och besökte också Stockholm 1726-1728. Där fick han till stånd en väckelse, som satte staden i brand. Den rikssvenska radikalpietismen föddes med hans besök. Han drevs sedermera i landsflykt.
Den katolska mystikern Madame Guyon är en annan viktig källa till radikalpietismen, som lästes flitigt i Sverige. Hon tillbringade sex år på bastiljen för sin radikala förkunnelses skull. Ulstadius satt 44 år i Smedjegårdens fängelse, och Thomas Leopold satt 43 år fängslad. Sådant var inte ovanligt.
Att konventikelplakatet 1726 hindrade pietisterna att verka öppet, innebar att den överlevande delen av rörelsen radikaliserades. Trots censur och förbud skrevs skrifter av Böhme, Arnold och Mme Guyon. Runt kretsen kring Sven Rosén och Erik Molin och deras vänkrets som blivit omvända under Dippels Sverigebesök bildades 1731 ett botgörarsällskap som gråkoltarna på grund av deras fattiga, grå vadmalsdräkter. Sällskapet drabbades dock snart av konventikelförbudet och upplöstes. En annan krets följde med de av Böhme påverkade finnarna Jakob och Erik Eriksson, som vistades i Stockholm 1733-1734, i deras landsflykt. Återkomna 1745 bildade de Skevikarnas sällskap. Med Carl Michael von Strokirch och Sven Rosén som ledare bildades 1734 Filadelfiska Societén, som huspredikantförsamling. Utmärkande för församlingens inåtvända och känslosamma fromhet är sångboken Andeliga Wijsor om Hwargehanda Materier och wid Åtskilliga Tillfällen. Religionslagstiftningen skärptes dock ytterligare 1735, Rosén landsförvisades 1741 och då upphörde i stort sett de radialpietistiska verksamheten utanför skevikssällskapet.

### Undergångstron
Apokalyptiken spelar en avgörande roll för rörelsen, och att tala om den organiserade kyrkan som Babylon var väldigt populärt. Man väntade Jesu snara återkomst. Särskilt viktig i detta sammanhang blev Johann Wilhelm Petersen med sin radikala kiliasm och sin lära om apokatastasis. Tron på allas slutliga frälsning gick som en underström i all radikalpietism. Man var skeptiska mot all hierarki, organiserad religion och ritualer, utan ville istället leva ut den apostoliska urkristendomen genom att avstå från privat egendom och ha allting gemensamt. Vissa radikalpietister var även skeptiska till att utföra fysiskt arbete. De stod även för radikalpacifism och var en slags föregångare till kristen anarkism. 
En annan radikalpietistisk apokalyptiker var svensken Emanuel Swedenborg, som av sina egna lärjungar sällan insätts i sitt rätta kyrkohistoriska sammanhang. Swedenborg delade alla Ulstadius, Arnolds och Dippels huvudläror.
Psalmdiktaren Gerhard Tersteegen företrädde en mild variant av radikalpietismen, och har nog blivit rörelsens mest kände namn bredvid Swedenborg. Hans psalmer finns i stort sett alla protestantiska psalmböcker idag. Hos honom finns en barnafromhet som var typisk för rörelsen.  

### Nergång under slutet av 1800-talet
Efter Swedenborg har radikalpietismen haft alltmer svårt att överleva i Norden, men man skymtar den hos vandrarpredikanten Hans Nielsen Hauge och i roparrörelsen, vars mest kända namn blev Helena Sofia Ekblom. Anders Collin, Johan Dillner och Waldemar Rudin var svagt radikalpietistiska mystiker. Helgelserörelsen på 1800-talets slut kan också ses som ett svagt urvattnat eko av radikalpietismen, ty där lästes Madame Guyon och Gerhard Tersteegen flitigt. 

### Bergspredikoväckelsen
Ett klart undantag från denna urvattning utgjorde den pietistiska väckelse som utgick från Leo Tolstoj och hans radikala tolkning av bergspredikan, kallad "Bergspredikoväckelsen". Sveriges främste Tolstojlärjunge, "vandrarprästen" David Petander kom att företräda en återgång till den ursprungliga radikalpietismen, med total brytning med allt världsligt engagemang. Trots att Petander var liberalteologiskt influerad i början, var hans intresse för pietismen stort, särskilt genom hans doktorala studier i herrnhutismens historia. Att Petander ingick i radikalpietismens tradition är ett förteget faktum i litteraturen om honom.
Petander fick många lärjungar som helt klart platsar inom radikalpietismen. Hjalmar Ekström är den viktigaste, och anses allmänt som en pietistisk mystiker, och han vandrade med Petander en tid. Nils Peter Wetterlund är en annan lärjunge, och ekar av Petanders radikala bergspredikoförkunnelse.

### Dagens radikalpietism
Smiths Vänner och Plymouthbröderna är de två rörelser som kommit att, mer än de övriga samfunden, införliva något av radikalpietismens tankegods, ett gods som annars sällan präglade kyrkosamfund som helhet. Dessa representerade en radikaliserad helgelseförkunnelse, samt en avståndstagande från ledare, ceremonier och profan kultur.